# Иодат нептуния(IV)
Иодат нептуния(IV) — неорганическое соединение,
соль нептуния и иодной кислоты
с формулой Np(IO3)4,
оранжево-коричневые кристаллы,
слабо растворяется в воде.

## Получение
- Гидротермальный синтез из оксида нептуния(IV) и иодной кислоты:

{\displaystyle {\mathsf {NpO_{2}+4HIO_{4}\ {\xrightarrow {200^{o}C}}\ Np(IO_{3})_{4}+2H_{2}O}}}

## Физические свойства
Иодат нептуния(IV) образует оранжево-коричневые кристаллы.
Слабо растворяется в воде.